# Rick Perlstein

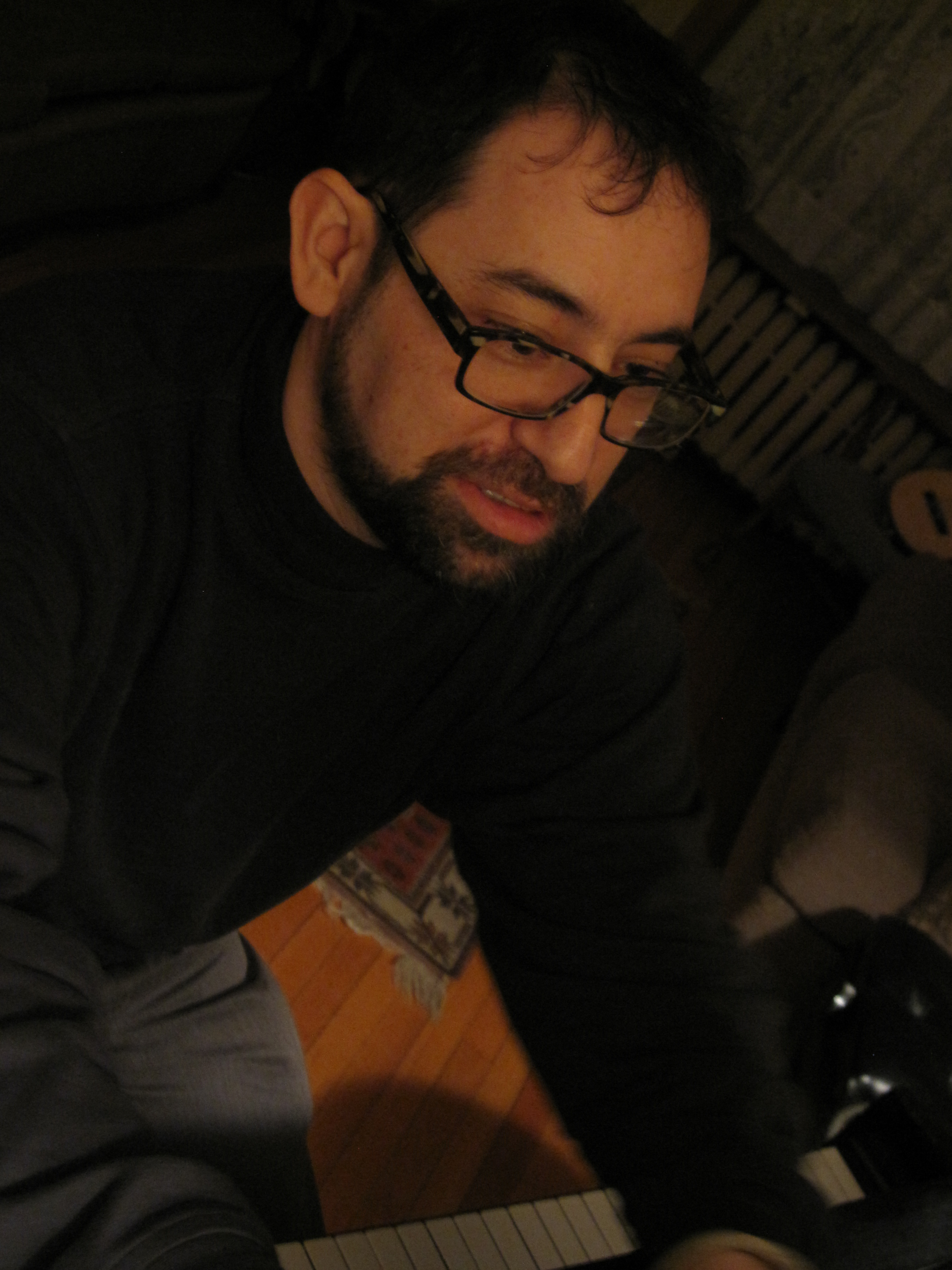
Rick Perlstein, 2013

Eric S. „Rick“ Perlstein (* 3. September 1969 in Milwaukee) ist ein amerikanischer Historiker und Autor, dessen Schwerpunktthema die Geschichte des amerikanischen Konservatismus in der zweiten Hälfte des 20. Jahrhunderts ist.

## Leben
Eric „Rick“ Perlstein wuchs in einer Mittelklassefamilie in den Vororten Bayside und Fox Point in Greater Milwaukee auf. In seinen späteren Teenagerjahren verbrachte Perlstein große Teile seiner Freizeit im Antiquariat Renaissance Books in Milwaukee, das in den 1980er-Jahren rund eine halbe Million Bücher führte. Dort begann nach eigenen Angaben Perlsteins Interesse an der jüngeren politischen und kulturellen Zeitgeschichte der USA. Nach seinem Highschoolabschluss studierte Perlstein Geschichte an der University of Chicago, wo er 1992 einen Bachelorabschluss erwarb, und anschließend bis 1994 postgradual American Studies an der University of Michigan. Mitte der 1990er-Jahre zog Perlstein nach New York, wo er zwei Jahre als Redakteur der Zeitschrift Lingua Franca arbeitete und zugleich begann, Essays und Buchbesprechungen für andere Magazine und Zeitungen zu verfassen.
Neben seiner Rezensenten- und Journalistentätigkeit begann er 1997 mit Unterstützung eines Stipendiums der National Endowment for the Humanities mit der Arbeit an einem umfangreicheren Werk. Daraus entstand bis 2001 sein erstes Buch Before the Storm, das den Aufstieg und Einfluss von Barry Goldwater beschreibt. In den folgenden Jahren verfasste Perlstein drei weitere Bücher, die chronologisch an sein erstes Buch anschließen und die Geschichte des amerikanischen Konservatismus bis etwa 1980 zum Thema haben. Zudem veröffentlichte er eine Sammlung von Richard Nixons Reden und Aufzeichnungen sowie 2005 eine Kritik der damaligen politischen Strategie der Demokratischen Partei in Buchform. Seit 2002 lebt Perlstein mit seiner Frau wieder in Chicago.

## Bücher
Neben zahlreichen in Tageszeitungen und Zeitschriften veröffentlichten Artikeln und Essays schrieb Perlstein mehrere Bücher:
- Rick Perlstein: Before the Storm: Barry Goldwater and the Unmaking of the American Consensus. Hill & Wang (Farrar, Straus and Giroux), New York City 2001, ISBN 978-0-8090-2859-7 (englisch, 671 S.).
- Rick Perlstein: The Stock Ticker and the Superjumbo: How the Democrats Can Once Again Become America's Dominant Political Party. Prickly Paradigm Press, 2005, ISBN 978-0-9761475-0-3 (englisch, 114 S.).
- Rick Perlstein: Nixonland: The Rise of a President and the Fracturing of America. Scribner’s, New York City 2008, ISBN 978-0-7432-4302-5 (englisch, 896 S.).
- Richard Nixon (postum): Richard Nixon: Speeches, Writings, Documents (The James Madison Library in American Politics). Hrsg.: Rick Perlstein. Princeton University Press, 2008, ISBN 978-0-691-13699-8 (englisch, 364 S.).
- Rick Perlstein: The Invisible Bridge: The Fall of Nixon and the Rise of Reagan. Simon & Schuster, New York City 2014, ISBN 978-1-4767-8241-6 (englisch, 880 S.).
- Rick Perlstein: Reaganland: America's Right Turn 1976–1980. Simon & Schuster, New York City 2020, ISBN 978-1-4767-9305-4 (englisch, 1120 S.).